# Old Wallow
Old Wallow är en sjö i Antarktis. Den ligger i Östantarktis. Australien gör anspråk på området. Old Wallow ligger 2 meter över havet.